# Ahaetulla borealis
Ahaetulla borealis é uma espécie de serpente arbórea endêmica do norte dos Gates Ocidentais, na Índia.

## Taxonomia
Anteriormente, era considerada coespecífica com Ahaetulla nasuta, que agora é reconhecida como endêmica apenas do Sri Lanka. Um estudo de 2020 revelou que A. nasuta constitui um complexo de espécies, incluindo A. nasuta sensu stricto, A. borealis, A. farnsworthi, A. isabellina e A. malabarica.
O epíteto específico borealis deriva do latim, adjetivo para áreas "boreais" ou setentrionais de uma região, referindo-se à sua distribuição no norte dos Gates Ocidentais.

## Descrição
Dorso verde-oliva uniforme a verde-claro com as escamas com bordas marrons. As escamas na cabeça as vezes apresentam pontos azuis escuros com bordas azuis claras. O olho é amarelo a laranja com padrões marmorizados marrons claros; pupila horizontal com uma coloração azul clara ou amarela ao redor da pupila. Escamas rostral, infralabiais e ventrais no meio do corpo são verde-claro a azul-claro. Às vezes, apresenta uma faixa ventral amarela ao longo das escamas ventrais quilhadas. A cauda e escamas subcaudais são verdes. Os adultos podem atingir 1 m de comprimento total com um corpo muito esguio, uma cabeça bem distinta do pescoço e uma cauda relativamente longa e delgada.
Em geral, as escamas são: ventrais 174-181, entalhadas com quilhas; subcaudais 142-157, divididas; fileiras de escamas dorsais (lisas) em 15-15-13/11 fileiras dispostas obliquamente; anal dividida; supralabiais 8-9, sendo a 6ª supralabial a maior; 5ª supralabial em contato com o olho; 4ª supralabial dividida; loreal ausente, infralabiais 8-9; pré-subocular 1-2; pré-ocular 1 (tanto à esquerda quanto à direita); pós-ocular 2-3; sub-oculares ausentes; temporais 2+2 ou 2+3.

## Distribuição geográfica
Esta espécie é uma das mais amplamente distribuídas entre as Ahaetulla dos Gates Ocidentais, encontrada desde Sirsi, Karnataka, até Matheran, Maharashtra. Próximo ao limite sul de sua distribuição, é limitada pela A. farnsworthi, provavelmente separada pela bacia do rio Sharavati [en].

## Habitat
A espécie habita florestas decíduas úmidas e semiperenes de baixa a média altitude, com uma média de 300 a 750 m acima do nível do mar.